# Шерз (Невада)
Шерз (енгл. Schurz) насељено је место без административног статуса у америчкој савезној држави Невада.

## Демографија
По попису из 2010. године број становника је 658, што је 63 (-8,7%) становника мање него 2000. године.
| Група             | 2000.     | 2010.      |
| Белци             | 68 (9,4%) | 71 (10,8%) |
| Афроамериканци    | 5 (0,7%)  | 0 (0,0%)   |
| Азијати           | 1 (0,1%)  | 0 (0,0%)   |
| Хиспаноамериканци | 69 (9,6%) | 59 (9,0%)  |
| Укупно            | 721       | 658        |